# Edward Ardizzone

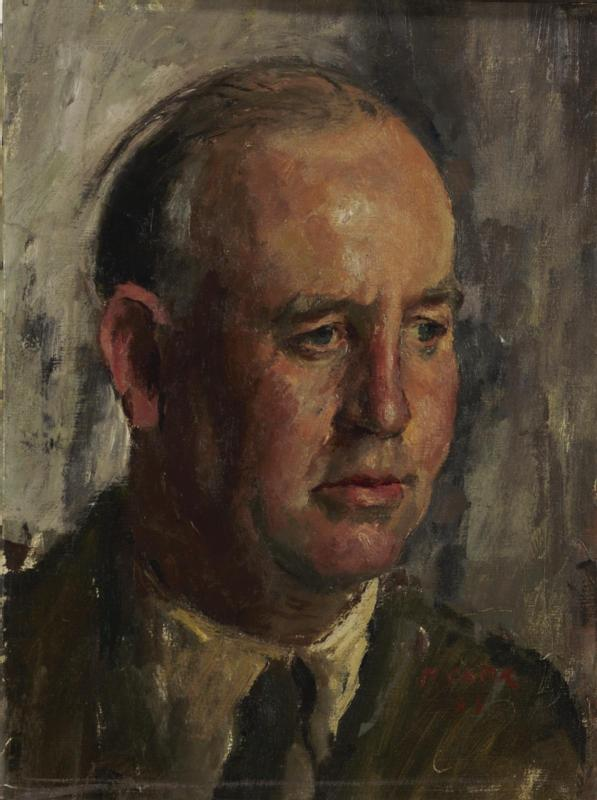
Edward Ardizzone

Edward Jeffrey Irving Ardizzone (* 16. Oktober 1900 in Haiphong, Tonkin, Französisch-Indochina; † 8. November 1979 in Rodmersham Green, Kent, England) war ein britischer Illustrator, Maler und offizieller Kriegskünstler. Bekannt wurde er vor allem durch seine Kinderbuchillustrationen, darunter die beliebte „Tim“-Serie, und seine einfühlsamen Darstellungen des Alltagslebens während des Zweiten Weltkriegs.

## Leben
Edward Jeffrey Irving Ardizzone wurde in Haiphong, Französisch-Indochina, als Sohn eines italienischen Vaters und einer schottischen Mutter geboren. 1905 zog die Familie nach England. Nach seiner Schulzeit arbeitete Ardizzone als Büroangestellter, besuchte aber abends Kurse an der Westminster School of Art bei Bernard Meninsky. 1922 wurde er britischer Staatsbürger. 1926 entschied er sich, hauptberuflich als Künstler zu arbeiten. Seine erste bedeutende Veröffentlichung war 1929 die Illustration zu Sheridan Le Fanus In a Glass Darkly. Im selben Jahr heiratete er Catherine Josephine Berkley Anderson, mit der er zwei Söhne und eine Tochter hatte.
Während des Zweiten Weltkriegs war Ardizzone offizieller Kriegskünstler. Er begleitete die britischen Truppen in Europa und Nordafrika und fertigte zahlreiche Skizzen und Aquarelle an, die das tägliche Leben der Soldaten und Zivilisten zeigen. Seine Werke aus dieser Zeit sind für ihre Menschlichkeit und ihr Einfühlungsvermögen bekannt. Nach dem Krieg setzte Ardizzone seine Arbeit als Illustrator fort und erhielt zahlreiche Aufträge, darunter Werbematerial für Guinness und Illustrationen für verschiedene Zeitschriften. 1956 wurde sein Buch „Tim All Alone“ mit der ersten Kate Greenaway Medal ausgezeichnet. Ardizzone unterrichtete auch an der Camberwell School of Art und am Royal College of Art. 1970 wurde er zum Royal Academician, 1971 zum Commander of the Order of the British Empire (CBE) und 1974 zum Royal Designer for Industry gewählt.

## Werk

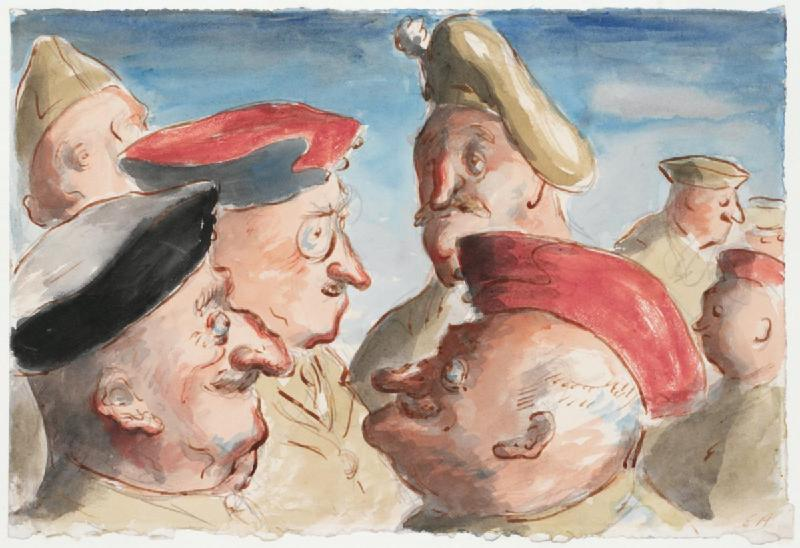
Auszug aus Edward Ardizzone, Baggage to the Enemy, John Murray; The Right Book Club, London (1941), S. 4–5, The streets of course, were filled with soldiers, and officers made up for their drab khaki by their brilliant forage caps, black and red. (Die Straßen waren natürlich voller Soldaten, und die Offiziere kompensierten ihr tristes Khaki durch leuchtend rote und schwarze Futtermützen)

Ardizzones Stil zeichnet sich durch weiche Linien und zarte Aquarellfarben aus, wobei er besonders auf Details achtet. Seine Werke vermitteln oft eine warme und humorvolle Atmosphäre. 1936 veröffentlichte er „Little Tim and the Brave Sea Captain“, das erste Buch seiner berühmten „Tim“-Reihe, die er sowohl schrieb als auch illustrierte. Insgesamt illustrierte er mehr als 180 Bücher, darunter Werke von Eleanor Farjeon, Walter de la Mare und  Hans Christian Andersen.